# Сосновка (Берёзовский район)
Сосновка (бел. Сасноўка, транслит. Sasnoŭka) — деревня в Берёзовском районе Брестской области, входящая в состав Малечского сельсовета. Расположена в 23 км от Берёзы, в 17 км от железнодорожной станции Береза-Картузская.

## История

### XVI век
В 1563 году находилась в составе Пружанского уезда в Кобринской экономии, в Добучинской волости, в просторе двора Блуденского и войтовства Кабацкого. В 1716 году в составе войтовства Блуденского Блуденского староства.

### XVIII — XX вв.
После третьего раздела Речи Посполитой с 1795 года в Российской империи. В 1864 году в Малецкой волости Пружанского уезда Гродненской губернии. Согласно переписи 1897 года церковно-приходская школа.
С 1915 года Сосновка оккупирована немецкими войсками, с 1919 года до июля 1920 года и с августа 1920 года — войсками Польши. В июле 1920 года в деревне установлена советская власть.
С 1921 года в составе Польши, в 1924 году деревня в составе Малевицкой гмины Пружанского уезда Полесского воеводства.
С 1939 года в составе БССР. С 12 октября 1940 года деревня в Малецком сельсовете Пружанского района. В 1941—1944 гг. оккупирована немецко-фашистскими захватчиками. Оккупанты погубили 10 жителей деревни, на фронте погибли 9 воинов-земляков. С 14 апреля 1960 года в Березовском районе. Согласно переписи 1970 года в совхозе «Малеч» (с 1979 имени 60-летия Коммунистической партии Беларуси).

## Планировка
Планировочно состоит из прямолинейной улицы, ориентированной с запада на восток, в центре с южной стороны к ней примыкает переулок.

## Климат
Климат здесь умеренный, с теплым летом и мягкой зимой, что делает его самым теплым климатом в этом регионе. Ветер летом северо-западный, зимой южный или юго-западный, зимой часто проходят циклоны.

## Население
- XIX век:
  - 1897 год — 40 дворов, 287 жителей.
- XX век:
  - 1905 год — 348 жителей
  - 1924 год — 21 житель, 4 здания
  - 1970 год — 161 житель
- XXI век:
  - 2005 год — 29 дворов, 54 жителя